# Abbaye Saint-Christophe de Phalempin
L'abbaye Saint-Christophe de Phalempin était une abbaye de chanoines de saint Augustin de la congrégation d'Arrouaise, construite dans le nord de la France, dans l'ancien pays du Carembault, au sud-ouest de Lille.

## Histoire
Cette abbaye appartenait au diocèse de Tournai (filiation d'Arrouaise). Si l'on en croit Antoine-Alexandre-Joseph Gosse (prieur d'Arrouaise, de l'Académie d'Arras) :

« Safwalon, châtelain de Lille sollicita en 1039, auprès de l'évêque de Noyon et de Tournai, la permission d'établir un collège de clercs dans l'église de Phalempin, à trois lieues au sud de Lille, laquelle sera érigée en abbaye sous l'invocation de saint Christophe.
Il obtint une réponse positive la même année. Mais bien que dans le décret de l'évêque on donne à ce nouvel établissement le nom d'abbaye, & qu'il semble que Safwalon voulait y installer des clercs réguliers (pauperum Christi Clerimoniam), bien qu'il fût stipulé qu'ils auraient un prieur à leur tête, et que ce prieur serait élu par les frères et qu'il recevrait de l'évêque la charge d'âmes, on voit cependant par un diplôme du comte de Flandre, Robert de Jérusalem, de l'année 1090, que l'église de Phalempin était alors dirigée par un prévôt, nommé Jean, et desservie par des clercs séculiers.
Vanderhaer[Qui ?] assure p. 190 de son ouvrage[Lequel ?], qu'ils furent régularisés en 1108 sous l'épiscopat de Baudri, à la demande de Roger, de la Maison de Saswalon et châtelain de Lille, et qu'un nommé Lambert en fut le premier abbé.
Ive, successeur de Lambert, reçut l'Institut arroasien vers 1145. Il fut remplacé par Hemfroi.
Hemfroi est présent en 1162 à la donation de l'autel de Rebreuve-sur-Canche, et en 1168, à un arrentement fait par le général Lambert de certaines terres situées à Gonai. 
Il assiste au chapitre de 1177. Il souscrit en 1182 une charte d'Eudes, seigneur de Ham, et une autre de Robert dit le Chasseur, pour le prieuré de Margelles. 

Piétin rapporte que le général Gautier, du consentement de son chapitre, fit don en 1185, à cet abbé et à l'abbaye de Phalempin, de quelques biens situés à Hulluch, et qu'à la même époque, Ogine, veuve de Wautier des Espincelles, se fit converse à Phalempin.
Herbert, Chanoine d'Arrouaise, succéda à Hemfroi. Il est fait mention de lui dans le nécrologe au 28 août, et d'Alulphe qui le suivit, au 24 septembre.
Jean de Lille remplaça Alulphe. Il était de la famille des fondateurs, fils de Hugues et d'Hermentrude. Il fut l'un des abbés qui visitèrent l'abbaye de Châtrices en 1205.
Jean II meurt le 9 octobre. (Nécrol.)
Nicolas Huftin (Hustin ?) assiste au chapitre de 1264. Il y est nommé définiteur. Il meurt le 21 mai. (Nécrol.)
Guillaume meurt le 13 août. (idem.)
L'abbé actuel est M. Charlez.
François Piétin, religieux de cette Maison au XVIe siècle fut l'auteur d'un ouvrage intitulé Chronicon omnium Abbatum und cum conditoribus hujus domus, usque in annum 1565. 

Cette Chronique est suivie d'une Histoire généalogique des Châtelains de Lille, souvent citée par Vanderhaer. Foppens en a parlé T.I. p. 304. Mais elle est restée manuscrite, quoique approuvée par un censeur de l'université de Douai, George Colvemerius, le 29 octobre 1607. Cet ouvrage ressemble assez, quant à la liste chronologique des abbés de Phalempin, et quant à ce que l'auteur dit de la congrégation d'Arrouaise, à celui de Bauduin De Glen, Abbé d'Hénin. On voit que ces deux écrivains ont manqué de matériaux sûrs et de saine critique.

Piétin fait l'éloge d'un prieur de sa Maison, mort en 1578, homme érudit, à ce qu'il rapporte, et très savant dans les langues latine, grecque & hébraïque. Il ajoute qu'il espérait voir un jour imprimer les ouvrages de ce religieux, nommé Pasquier Baudouin, qui a écrit sur la philosophie, sur les poids & mesures etc. J'ignore s'ils existent encore : mais Foppens n'en a rien dit.
Deux cures régulières dépendent de cette Maison ; celle de Phalempin, sous l'invocation de saint Christophe, et celle d'Hérin, dédiée à saint Quentin Martyr. »

— Alexandre-Joseph Gosse , [Histoire de l'abbaye et de l'ancienne congrégation des chanoines réguliers -1786, page 366 et suivantes]
L'abbaye sera détruite lors de la Révolution française, entre septembre 1789 et 1795 et on n'en connaît  que quelques vestiges :
- un encadrement de portail de l'abbaye est conservé dans un jardin privé de la commune ;
- le caveau des Moines peut encore être visité ;
- certaines pièces de l’ancienne abbatiale sont conservées dans l'actuelle église communale.

La société historique de Phalempin a produit divers articles et une exposition sur l'abbaye.

## Administration
Lambert, premier abbé a restauré l'abbaye ;
Jean 1er dit de Lille fut le 6e abbé de l'abbaye.